# Christ Illusion
Christ Illusion (с англ. — «Иллюзия Христа») — десятый студийный альбом американской трэш-метал-группы Slayer, выпущенный 8 августа 2006 года. Альбом получил положительные отзывы от критиков и достиг в чарте Billboard 200 пятой позиции. Две песни из Christ Illusion, «Eyes of the Insane» и «Final Six», были удостоены премии «Грэмми» в 2007 и 2008 годах в номинации «Лучшее метал-исполнение». Также это первый альбом Slayer со времён Seasons in the Abyss, в создании которого участвовал ударник Дэйв Ломбардо.
Изображение искалеченного Христа, нарисованное художником Ларри Карроллом для альбома Christ Illusion, подверглось нападкам со стороны общественных организаций и религиозных сообществ. Во избежание критики и проблем с продажей альбома группе пришлось выпустить специальное издание альбома уже под другой (альтернативной) обложкой, куда был включён бонус-трек «Final Six». Тексты песен альбома, в частности композиции «Jihad», описывают теракты 11 сентября глазами террориста. Религиозная организация Catholic Secular Forum, основанная в Мумбаи, была крайне недовольна этим фактом и потребовала отозвать альбом. В результате весь тираж альбома в Индии был отозван и уничтожен индийским EMI.

## Запись
Christ Illusion был записан в двух студиях Лос-Анджелеса: в NRG Studios и в Westlake Studios. Кинг вспоминал, что девять из одиннадцати песен альбома были сочинены ещё в 2004 году при участии барабанщика Дейва Ломбардо.
Как и в предыдущих двух альбомах Slayer, вся ритм-секция гитар в Christ Illusion была записана Керри Кингом. Он же написал большую часть текстов. Хотя первоначально планировалось, что в альбом войдут одиннадцать песен, в окончательный трек-лист вошло лишь десять. Песня «Final Six» появилась в специальном издании альбома Christ Illusion в июле 2007 года. При записи альбома группа впервые со времён Divine Intervention использовала строй D# (ми-бемоль), который был задействован в «Jihad», «Flesh Storm», «Catalyst» и «Consfearacy». Композиции «Eyes of the Insane», «Supremist», «Skeleton Christ» и «Catatonic» были записаны в строе Drop B, а остальные песни альбома — в строе Drop C#.

## Маркетинг
Первоначальной датой выхода альбома Christ Illusion было назначено 6 июня 2006 (06/06/06). Это сочетание чисел использовалось как маркетинговая уловка, чтобы привлечь внимание СМИ. Керри Кинг сказал, что идея была пересмотрена из-за других групп, которые имели ту же идею выпустить альбомы в этот же день, но USA Today сообщила, что выпуску альбома группы помешало то, что группа была не в состоянии обеспечить хорошую студию, где можно было сделать качественную запись.
В конце июля 2006 года скамейки на автобусных остановках в нескольких городах Калифорнии были украшены обложками альбома Christ Illusion. Городские власти Фуллертона, штат Калифорния, потребовали немедленно убрать изображения с семнадцати автобусных остановок, расположенных в городе. Чиновникам и верующим не нравилось название группы, также они обижались на изображение искалеченного Христа, которое висело на автобусных остановках города. В итоге обложки были сняты. Однако во многих районах округа Ориндж вокруг Фуллертона обложка на скамейках оставалась до 8 августа.

## Критика
Альбом Christ Illusion был выпущен 8 августа 2006 American Recordings/Warner Bros. Records. В первую неделю продаж альбом разошёлся в Соединённых Штатах в количестве 62 000 копий, дебютировав на 5-й позиции в Billboard 200. Это место стало для группы наивысшим достижением до выхода альбома Repentless, который достиг пика под 4 номером. Также Christ Illusion стал первым альбомом после Divine Intervention 1994 года, который попал в первую десятку чарта, но несмотря на этот успех альбом упал на 44 строчку на следующей неделе. Альбом достиг позиций в чартах других стран: номер 9 в Австралии, номер 3 в Канаде, номер 6 в Австрии, номер 8 в Нидерландах, номер 10 в Норвегии, а также дебют под номером 2 в Финляндии и Германии. Песня «Eyes of the Insane» выиграла приз за «Лучший металлический релиз» на 49-й церемонии «Грэмми». Песня «Final Six» также выиграла в той же самой категории на 50-й церемонии «Грэмми».
В целом альбом был оценён положительно. Том Юрек из Allmusic приветствовал альбом как «яростно думающий хэви-метал, объединяющийся с хардкором и трэшом» и написал, что альбом Christ Illusion отметил возвращение группы к тому, что они делали раньше. Бен Ратлифф из New York Times описал альбом как «сумасшедшая серьёзность и продуманность музыки, это самый сконцентрированный, сосредоточенный отчёт Slayer за 20 лет». Критик Адриан Бегран из PopMatters назвал альбом «лучшим из Slayer за 16 лет». Также он был помещён на 15 место в списке «Лучших метал-альбомов 2006 года». Барабанщик Ломбардо был удостоен отдельной похвалы.
Но не все критики отозвались положительно об альбоме. Крис Стеффен из журнала Rolling Stone неоднозначно воспринял альбом, отметив, что он «повторяет этап, по большей части, предыдущего альбома God Hates Us All, только без незабываемых риффов». Джейми Томсон из The Guardian описал альбом как «совершенно неутешительный из-за ню-метал тенденций, которые присутствовали на большей части их недавней продукции».

## Оформление альбома

Подвергнутая цензуре обложка диска для Christ Illusion, 2006

Несколько аспектов оформления альбома Christ Illusion привлекло неблагоприятное внимание общественности. В особенности обложка альбома, созданная Лэрри Карроллом, с изображением искалеченного, очищенного от косточек Иисуса. Карролл также создал обложки к предыдущим альбомам Slayer Reign in Blood, South of Heaven и Seasons in the Abyss. Кинг прокомментировал, что ранняя версия имела вид, как если бы Христос был закалён в воде. Окончательный вариант изображает Христа с недостающим глазом и ампутированными руками, стоящим среди моря крови и отделённых от туловищ голов: среди этих голов есть фрагменты из знаменитых икон Божьей Матери и Иоанна Предтечи, а также воина Дмитрия Солунского, Анатолия Римлянина, Апостолов Петра и Павла учеников Иисуса. Арайя считал эту версию «намного лучше, потому что он напоминал ему наркомана!», в то время как Кинг восхищался оформлением альбома. Определённые предзаказы альбома дали фанатам возможность выиграть одну из десяти литографий с автографами, в то время как для розничных продавцов, отказавшихся продавать оригинальную версию, была выпущена альтернативная обложка без спорных элементов оформления.
Мировая Сеть новостей развлечений сообщила, что Slayer привлекала изображением своего альбома внимание религиозных и общественных организаций. Джозеф Диас, генеральный секретарь христианской группы католиков, очень критиковал оформление альбома и выпустил специальный меморандум, который сообщал о протесте верующих против изображения. Крис Стеффен из журнала Rolling Stone заявил, что «обложка альбома — это искусство, но немного вызывающее», в то время как Питер Аткайнсон с сайта KNAC.com назвал обложку «вызывающе кощунственной».

## Лирические темы
Лирические темы, исследуемые в альбоме Christ Illusion, связаны с терроризмом, войной и религией. Сюда входит описание нападения террористов 11 сентября с точки зрения одного из террористов («Jihad») и изображение солдата, пострадавшего на войне («Eyes of the Insane»). Песня «Cult» описывает восприятие недостатков в американской религии, песня «Consfearacy» описывается как «правительство, ненавидящее песни».
Критическая реакция на альбом и лирическое содержание была смешанной: критики разделились примерно пополам. Католический Светский Форум осудил альбом и его лирическое содержание. Джозеф Диас заявил, что считает лирику к песне «Skeleton Christ» «оскорблением христианства» и выразил обеспокоенность тем, что песня «Jihad» оскорбила бы «чувства мусульман… и светских индусов, которые имеют уважение ко всем верам». Также этим религиозным объединением была выпущена листовка, приносящая извинения за Christ Illusion.

## Список композиций
| №   | Название             | Текст песни     | Музыка         | Длительность |
| --- | -------------------- | --------------- | -------------- | ------------ |
| 1.  | «Flesh Storm»        | Кинг            | Кинг           | 4:14         |
| 2.  | «Catalyst»           | Кинг            | Кинг           | 3:07         |
| 3.  | «Skeleton Christ»    | Кинг            | Кинг           | 4:22         |
| 4.  | «Eyes of the Insane» | Арайа           | Ханнеман       | 3:23         |
| 5.  | «Jihad»              | Арайа           | Ханнеман       | 3:31         |
| 6.  | «Consfearacy»        | Кинг            | Кинг, Ханнеман | 3:54         |
| 7.  | «Catatonic»          | Кинг            | Кинг           | 4:54         |
| 8.  | «Black Serenade»     | Ханнеман, Арайа | Ханнеман       | 3:18         |
| 9.  | «Cult»               | Кинг            | Кинг           | 4:39         |
| 10. | «Supremist»          | Кинг            | Кинг           | 3:52         |

### Специальное издание
| №   | Название    | Автор(ы)        | Длительность |
| --- | ----------- | --------------- | ------------ |
| 11. | «Final Six» | Ханнеман, Арайа | 4:10         |

Специальное издание также содержит альтернативную версию «Black Serenade», заменяющую оригинальную версию песни.
Бонус-треки Hot Topic
| №   | Название                   | Текст песни | Музыка         | Длительность |
| --- | -------------------------- | ----------- | -------------- | ------------ |
| 12. | «Disciple» (Live)          | Кинг        | Ханнеман       | 3:44         |
| 13. | «Mandatory Suicide» (Live) | Арайа       | Ханнеман, Кинг | 4:04         |

DVD (Содержится на специальном издании)
- Slayer on Tour, 2007
- South of Heaven (выступление, взятое из тура «Unholy Alliance»)
- «Eyes of the Insane» (клип)

## Участники записи
- Том Арайа — вокал, бас-гитара
- Джефф Ханнеман — гитара
- Керри Кинг — гитара
- Дэйв Ломбардо — ударные

## Позиции в чартах
| Чарт (2006)                           | Высшая позиция |
| ------------------------------------- | -------------- |
| Австралия (ARIA)                      | 9              |
| Австрия (Ö3 Austria)                  | 6              |
| Бельгия/Фландрия (Ultratop)           | 19             |
| Бельгия/Валлония (Ultratop)           | 48             |
| Канада (Canadian Albums Chart)        | 3              |
| Дания (Hitlisten)                     | 14             |
| Нидерланды (Album Top 100)            | 8              |
| Финляндия (Suomen virallinen lista)   | 2              |
| Франция (SNEP)                        | 52             |
| Германия (Offizielle Top 100)         | 2              |
| Венгрия (MAHASZ)                      | 11             |
| Ирландия (IRMA)                       | 10             |
| Италия (Classifica album)             | 18             |
| Япония (Oricon)                       | 17             |
| Новая Зеландия (RMNZ)                 | 10             |
| Норвегия (VG-lista)                   | 10             |
| Польша (ZPAV)                         | 9              |
| Швеция (Sverigetopplistan)            | 4              |
| Швейцария (Schweizer Hitparade)       | 11             |
| Великобритания (UK Albums Chart)      | 23             |
| США (Billboard 200)                   | 5              |
| США (Billboard Top Rock Albums)       | 2              |
| США (Billboard Top Tastemaker Albums) | 1              |